# بي. إف. أفليك
بي. إف. أفليك (بالإنجليزية: B. F. Affleck)‏ هو شخصية أعمال أمريكي، ولد في 1 مارس 1869، وتوفي في 13 فبراير 1944.